# Dactylolabis sparsimacula
Dactylolabis sparsimacula är en tvåvingeart som beskrevs av Alexander 1942. Dactylolabis sparsimacula ingår i släktet Dactylolabis och familjen småharkrankar. Inga underarter finns listade i Catalogue of Life.